# Kościół ewangelicko-augsburski w Szyłokarczmie
Kościół ewangelicko-luterański Marcina Lutra w Szyłokarczmie (lit. Šilutės evangelikų liuteronų bažnyčia) – świątynia luterańska położona na Litwie w Szyłokarczmie przy ul. Lietuvininkų 21. 

## Historia
W 1910 konsystorz ewangelicki w Królewcu zdecydował o odłączeniu Szyłokarczmy od parafii w Werdajnach. W 1913 położono kamień węgielny pod budowę nowego kościoła, jednak do wybuchu I wojny światowej udało się zbudować jedynie dom parafialny. Nowy kościół wzniesiono ostatecznie w latach 1924–1926, działkę pod jego budowę nieodpłatnie udostępnił Hugo Šojus. Architekt Curt Gutknecht nadał budynkowi charakter neogotycki z wysoką na 50 metrów wieżą. Kościół wyposażono w witraże zamówione w królewieckiej pracowni Emila Krugera. Organy wykonała elbląska firma "Wittek".